# Bactoprénol
Le bactoprénol est un polyterpénoïde de formule brute C55H92O produit notamment par les lactobacilles par la voie du mévalonate. Les composés apparentés en C50 et C60 forment avec lui la famille des bactoprénols.
Dans les cellules bactériennes, les bactoprénols sont phosphorylés sur leur hydroxyle côté cytoplasmique et permettent le transport transmembranaire de l'acide N-acétylmuramique (NAM) et de la N-acétylglucosamine (NAG) lors de la biosynthèse du peptidoglycane : ces derniers se fixent sur le phosphate à l'intérieur de la cellule et la molécule se retourne dans la bicouche lipidique afin de transporter NAM et NAG vers l'extérieur de la cellule où est assemblé le peptidoglycane. Le phosphate est alors hydrolysé et la molécule de bactoprénol se retourne à nouveau dans la membrane pour un nouveau transport.
La bacitracine, un mélange d'oligopeptides apparentés sécrété par les organismes du groupe de Bacillus subtilis, bloquent la déphosphorylation des bactoprénols du côté extérieur de la bactérie, ce qui empêche la formation du peptidoglycane de la paroi bactérienne en bloquant la navette des molécules de bactoprénol.